# Kullamaa
Kullamaa (en estonien : Kullamaa vald) est une ancienne municipalité rurale d'Estonie située dans le comté de Lääne. Son chef-lieu était Kullamaa.

## Géographie
Elle s'étendait sur 224,6 km2 à l'est du comté de Lääne.

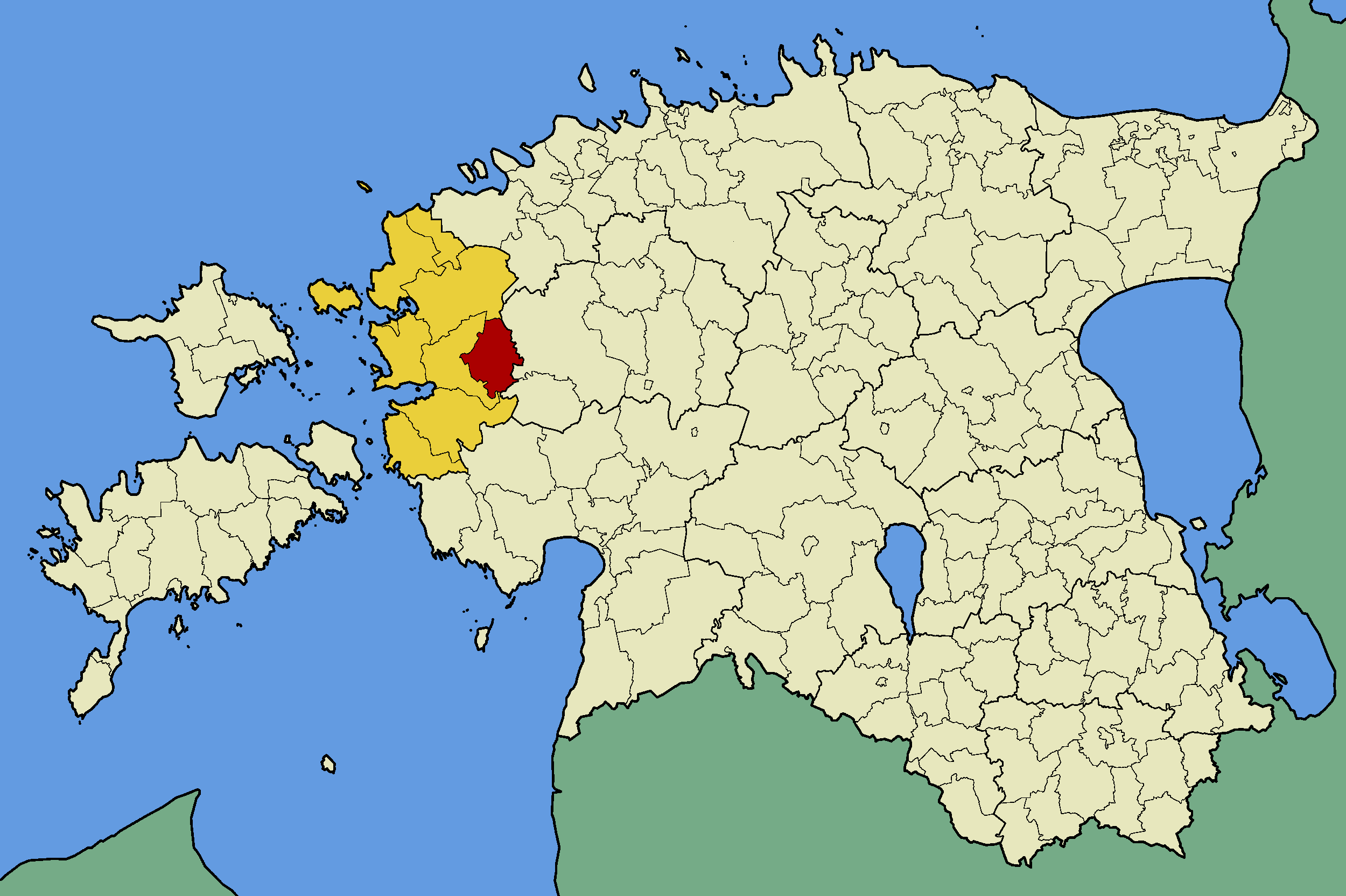
Ancienne commune de Kullamaa (rouge), dans le comté de Lääne (jaune).

La municipalité comprenait les 14 villages de Jõgisoo, Kalju, Kastja, Koluvere, Kullamaa, Kullametsa, Leila, Lemmikküla, Liivi, Mõrdu, Päri, Silla, Ubasalu et Üdruma.

## Histoire
En octobre 2017, elle a fusionné avec la commune de Lääne-Nigula.

## Démographie
La population s'élevait à 1 058 habitants en 2012.